# Маліук
Маліук (рум. Maliuc) — село у повіті Тулча в Румунії. Входить до складу комуни Маліук.
Село розташоване на відстані 251 км на схід від Бухареста, 23 км на схід від Тулчі, 117 км на північ від Констанци, 88 км на схід від Галаца.

## Населення
За даними перепису населення 2002 року у селі проживали 298 осіб.
Національний склад населення села:
| Національність   | Кількість осіб | Відсоток |
| ---------------- | -------------- | -------- |
| румуни           | 282            | 94,6%    |
| росіяни-липовани | 13             | 4,4%     |

Рідною мовою назвали:
| Мова      | Кількість осіб | Відсоток |
| --------- | -------------- | -------- |
| румунська | 282            | 94,6%    |
| російська | 13             | 4,4%     |